# Ottawa 67’s
A Ottawa 67's kanadai jégkorongcsapat. Az Ontario Hockey League-ben a Keleti főcsoportban Keleti Divíziójában játszanak . A klub hazai mérkőzéseit a J. Benson Cartage Centre stadionban játssza.

## Jelenlegi keret
| Centerek | Centerek        |
| -------- | --------------- |
| 19       | Tyler Graovac   |
| 20       | Sean Monahan    |
| 22       | Ryan MacLean    |
| 37       | Nicholas Foglia |
| 39       | Mike Cazzola    |

| Szélsők | Szélsők          |
| ------- | ---------------- |
| 8       | Ryan Van Stralen |
| 13      | Remy Giftopoulos |
| 16      | Tyler Toffoli    |
| 17      | Steven Janes     |
| 18      | Shane Prince     |
| 21      | John McFarland   |
| 25      | Brett Gustavsen  |
| 33      | Dalton Smith     |

| Védők | Védők            |
| ----- | ---------------- |
| 3     | Daniel Broussard |
| 4     | Sean Callaghan   |
| 6     | Ryan Shipley     |
| 10    | Marc Zanetti     |
| 11    | Mike Vlajkov     |
| 12    | Michal Cajkovsky |
| 27    | Jake Cardwell    |
| 36    | Taylor Fielding  |
| 83    | Cody Ceci        |

| Kapusok | Kapusok         |
| ------- | --------------- |
| 1       | Petr Mrazek     |
| 1       | Jacob Blair     |
| 30      | Michael Nishi   |
| 31      | Shayne Campbell |